# Aplicație descentralizată
Aplicațiile descentralizate (în engleză Decentralized Application - DApps) sunt aplicații open source (programe) bazate pe tehnologia de registru distribuit și blockchain care rulează pe o rețea peer-to-peer. DApps oferă servicii similare cu cele oferite de aplicațiile web, dar utilizând tehnologia blockchain sunt descentralizate, eliminând necesitatea intermediarilor centralizați de a gestiona datele utilizatorilor. DApps sunt aplicații asențiale pentru Web3.
Mecanismele de consens cele mai utilizate sunt Proof-of-stake (PoS) - Dovada Mizei și Proof-of-work (PoW) - Dovada Muncii.
Ethereum este principala platformă de dezvoltare. EOS, TRON, Cardano, Lisk, QTUM și NEO sunt, de asemenea, populare pentru dezvoltarea dApps. Pentru a utiliza dApp-urile Ethereum, EOS și TRON, este nevoie de portofele digitale care permit utilizatorilor să interacționeze.

### Tipuri
Pe baza modelului de blockchain valorificat, aplicațiile descentralizate pot fi clasificate în trei categorii:
- Tip 1: dApps care au propriul blockchain, de exemplu, Bitcoin, Ethereum. În această categorie intră și  criptomonede alternative cu propriul blockchain.
- Tip 2: folosesc blockchain-ul aplicațiilor de tip 1. Aceste dApps sunt protocoale și au token-uri necesare pentru funcționare
- Tip 3: folosesc protocolul aplicațiilor de tip 2.  Acestea au, de asemenea, token.[4]

## Domenii de utilizare
Potrivit site-ului State of the Dapps, există peste 3 000 de aplicații descentralizate care oferă o gamă largă de servicii . Comunitatea blockchain consideră că aplicațiile descentralizate vor transforma multe industrii, de la politică și jocuri video până la energie, finanțe și social media. 

## Exemple DApps
| - Augur, prognoze de piață descentralizate - Blockstack, platformă pentru dezvoltarea aplicațiilor descentralizate - DAppNode, facilitează rularea nodurilor DApp și găzduirea rețelelor P2P - Dtube, platformă de streaming asemănătoare YouTube - Ethlance, platformă pentru piața freelancing - Gems, aplicație de mesagerie socială alternativă la WhatsApp - Golem, supercalculator descentralizat, open source - Lighthouse, un portofel Bitcoin încorporat cu o serie de contracte inteligente - MetaMask, portofel digital Etherium - NewDex, platformă pentru schimb de criptomonede bazată pe EOS (Extensible Operating System) | - Peepeth, alternativă la Twitter - Pixelfed, abordare descentralizată a Instagram - OpenBazaar, versiune descentralizată a Ebay - OpenSea, prima piață peer-to-peer pentru produse blockchain - SafeBlocks, firewall pentru ICO, DEX și alte dApp-uri financiare - SunContract, este o platformă de tranzacționare care utilizează tehnologia blockchain pentru a crea un nou model de afaceri pentru cumpărarea și vânzarea de energie electrică - Status, utilizatorii își pot trimite plăți unul altuia și pot încheia un contracte inteligente - Steem, blogging și social media, similar cu Facebook - Uniswap, platformă pentru schimb de criptomonede. |